# Sergei Iwanowitsch Selichanow
Sergei Iwanowitsch Selichanow (russisch Сергей Иванович Селиханов; * 23. Februarjul. / 8. März 1917greg. in Petrograd; † 28. September 1976 in Minsk) war ein sowjetischer Bildhauer.

## Leben
Selichanow stammte aus einer Petrograder Arbeiterfamilie. Sein Vater kam aus dem Ujesd Orscha und seine Mutter aus dem Gouvernement Pskow. Nach dem Tod des Vaters 1921 zog die Familie nach Orscha.
1933–1937 studierte Selichanow Malerei, Grafik und Bildhauerei am Witebsker Kunsttechnikum, das aus dem von Marc Chagall gegründeten Witebsker Kunstinstitut entstanden war.
1940 fand Selichanows erste Bildhauerei-Ausstellung statt, und er zog nach Minsk. Zu Beginn des Deutsch-Sowjetischen Kriegs kam er zur Panzerabwehr-Artillerie der Roten Armee mit Beförderung zum Offizier und machte die schweren Kämpfe der Schlacht um Moskau, der Schlacht von Rschew, der Schlacht von Kursk und der Schlacht am Dnepr mit. Er kämpfte in den Karpaten und in Schlesien und erlebte das Kriegsende in Prag. Er zeichnete viele Bleistift-Porträts seiner Kameraden.
1946 kehrte Selichanow nach Minsk zurück. Er arbeitete als Bildhauer. Sein Thema war der erlebte Krieg. Einer seiner Lehrer war Michail Kersin.
1950 war Selichanow an der Gestaltung des Pavillons der Weißrussischen SSR auf der Allunionslandwirtschaftsausstellung in Moskau beteiligt. Dafür schuf er die Skulptur Das arbeitende Weißrussland und die Statue des Orschaer Partisanenführers Konstantin Saslonow.
1953 schuf Selichanow mit dem Architekten Lew Rudnew für Moskau das 5-m-hohe Denkmal mit dem Gusseisen-Sitzbild des Physikers Alexander Stoletow beim Gebäude der Chemie-Fakultät der Lomonossow-Universität Moskau (MGU).
1956 fuhr Selichanow mit einer Abordnung sowjetischer Künstler nach China, wo er eine Reihe von Skulpturen schuf.
1965 begann Selichanow mit den Architekten Juri Gradow, Walentin Sankowitsch und Leonid Lewin die Arbeit für den Bau des Denkmals für den unbesiegten Menschen in der Gedenkstätte Chatyn, das 1969 aufgestellt wurde. Die Bronze-Skulptur stellt den Dorfschmied Iosif Kaminskij mit einem Kind aus dem vernichteten Dorf Chatyn dar.
Selichanows Enkel Konstantin Selichanow wurde ebenfalls Bildhauer.

## Ehrungen, Preise
- Orden des Vaterländischen Krieges II. Klasse, I. Klasse
- Orden des Roten Sterns
- Tapferkeitsmedaille
- Verdienter Kunstschaffenden der Weißrussischen SSR (1955)[1]
- Volkskünstler der Weißrussischen SSR[1]
- Leninpreis im Bereich Literatur, Kunst und Architektur (1970 mit den Architekten J. M. Gradow, W. P. Sankowitsch, L. M. Lewin) für die Gedenkstätte Chatyn[1]

## Werke (Auswahl)

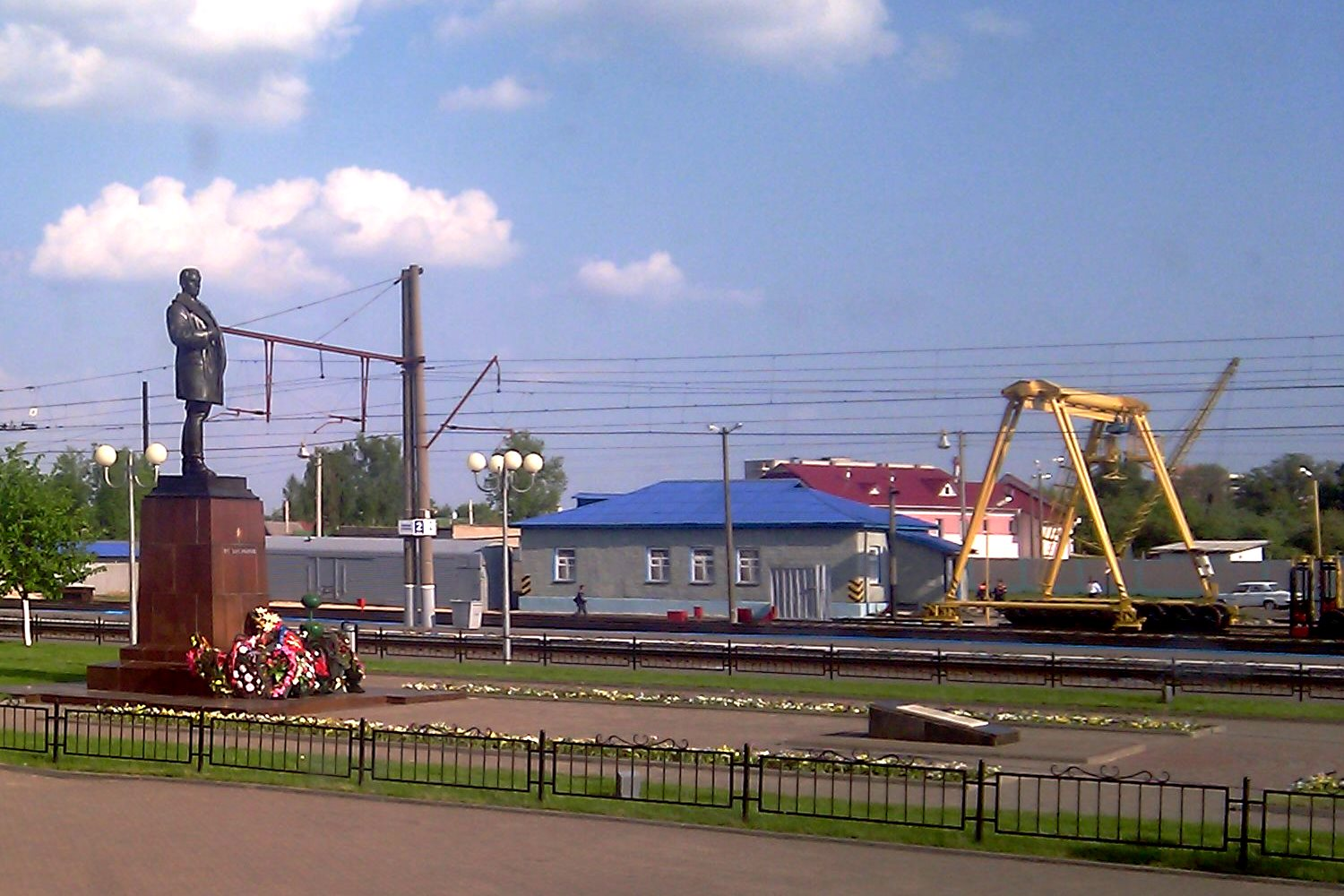
Saslonow-Denkmal (1955) am Bahnhof Orscha
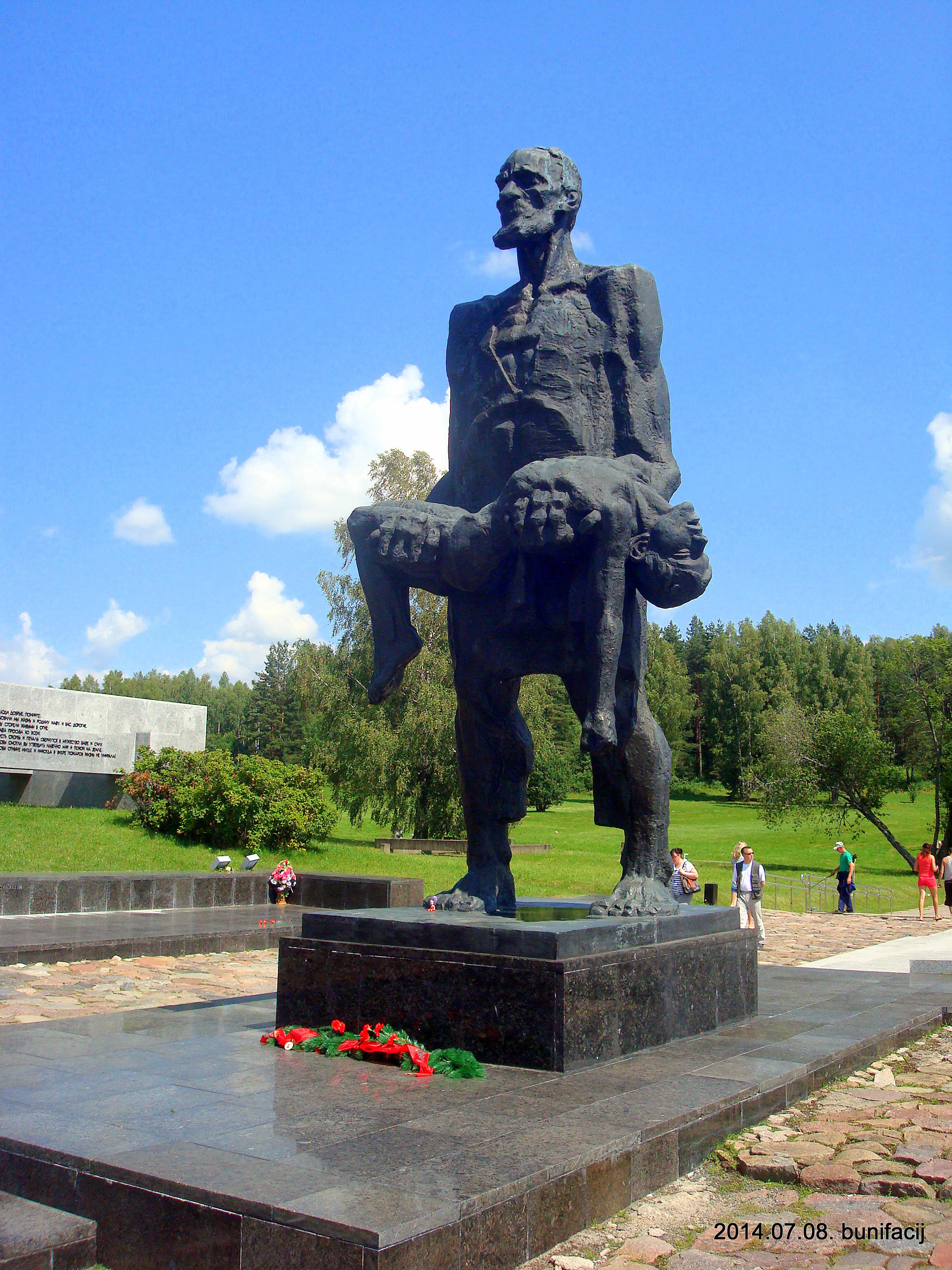
Der unbesiegte Mensch (1969), Chatyn